# Фимоза
Фимоза е невъзможността да се издърпа препуциума над главата на пениса. 
Неприбиращият се препуциум при непълнолетните не е проблем. При раждането, препуциума обикновено е слят с гланса на пениса и следователно не може да бъде прибран. Неприбиращият се препуциум не е болест, а нормален етап на развитие при момчетата и не изисква лечение. Почти всички, ако не всички момчета, се раждат с неприбиращ се препуциум. Препуциума се прибира постепенно за период от време, вариращ от раждането до 18 години или повече.
Няма определена възраст на която едно момче трябва да има прибиращ се препуциум. Препуциума постепенно се отдръпва от само себе си между детството и зрелостта. Около 50% от момчетата са в състояние напълно да изтеглят препуциума си до 10-годишна възраст, и само около 1% от мъжете над 18 години имат неприбиращ се препуциум.
Пълнолетните които продължават да имат неприбиращ се препуциум, могат да направят препуциума си прибиращ се с упражнения за разтягане на препуциума и подходящи стероидни кремове, като например betamethasone 0,05%. Стероидните кремове не са необходими, но помагат и могат да ускорят лечението.
Трябва да се добави, че фимозата при пълнолетните, при някои случаи може да не създаде проблеми с чистотата, комфорта или сексуалното представяне и при тези случаи лечението е по избор.